# Ana Soklič
Ana Soklič (Bohinj, 10 aprile 1984) è una cantante e compositrice slovena.
Avrebbe dovuto rappresentare la Slovenia all'Eurovision Song Contest 2020 con il brano Voda, ma in seguito all'annullamento dell'evento a causa della pandemia di COVID-19 è stata riconfermata come rappresentante nazionale per l'edizione del 2021, dove ha cantato Amen.

## Biografia
Nata a Bohinj, ha iniziato a farsi conoscere al grande pubblico nel 2012, partecipando alla prima edizione della versione slovena di The X Factor. Dopo aver superato le audizioni è entrata a fare parte della categoria "Over 21" capitanata da Jadranka Juras. Superata la fase degli Home Visit, Soklič ha acceduto alle serate dal vivo del programma, dove è giunta fino alle semifinali prima di essere eliminata.
Nel 2019 ha preso parte a Slovenska popevka, il più grande festival musicale della Slovenia, dove ha cantato il suo brano Temni svet, vincendo i premi per la miglior interpretazione e per il miglior brano. Durante la sua carriera ha collaborato con artisti del calibro di Elthon John, gli U2 e Mary J. Blige, e si è esibita anche per Barack Obama e Papa Francesco.
Il 22 febbraio 2020 ha preso parte ad EMA, la selezione slovena per l'Eurovision Song Contest, con il brano Voda, dove è stata proclamata vincitrice nella superfinale a due con il 54% dei voti dal pubblico, diventando così la rappresentante slovena all'Eurovision Song Contest 2020 a Rotterdam, nei Paesi Bassi. Tuttavia, il 18 marzo 2020 l'evento è stato cancellato a causa della pandemia di COVID-19. Il successivo 16 maggio la cantante è stata riconfermata come rappresentante slovena all'Eurovision Song Contest 2021. Il suo nuovo brano eurovisivo, Amen, è stato presentato a febbraio 2021 durante il programma Evrovizijska Melodija 2021. Nel maggio successivo, Ana Soklič si è esibita nella prima semifinale eurovisiva, piazzandosi al 13º posto su 16 partecipanti con 44 punti totalizzati e non qualificandosi per la finale.

## Discografia

### Singoli
- 2004 – If You
- 2004 – Cosmo
- 2007 – Oče (Father)
- 2013 – Naj muzika igra
- 2019 – Temni svet
- 2020 – Voda
- 2021 – Amen
- 2023 – Bohinian Girl, Bohemian Woman